# Deplacement
Deplacement är massan av den vätskevolym som undanträngs av en i vätskan helt eller delvis nedsänkt kropp. För flytande kroppar överensstämmer deplacementet med kroppens egen massa. Deplacement är också ett mått på ett fartygs storlek, se deplacement (sjöfart).